# Кожай-Икские Вершины
Кожай-Икские Вершины (баш. Кожай-Ыкбашы) — село в Бижбулякском районе Башкортостана, относится к Михайловскому сельсовету. Чувашское село, расположенное в Башкирии.

## История
Основана в 1785—1786 годах чувашами-новокрещенцами, выселившимися из города Белебей и деревни Андреевка-Кожаево. В 1788—1789 годах в деревню переселились 35 чувашей из деревни Крыкнарат и 12 из деревни Новосемёнкино Белебеевского района. Первый письменный договор о владении землёй сроком на 50 лет с башкирами-вотчинниками Кыр-Иланской волости был оформлен в 1786 году.

### Объекты, располагавшиеся в селе
В 1906 году в деревне имелись 2 бакалейные лавки, 3 мельницы (некоторые источники утверждают, что их было 6), молитвенный дом, земская школа с трёхлетним курсом обучения, открытая в 1897 году (по некоторым данным в 1903 г.)

## Инфраструктура
На данный момент в селе имеются неполная средняя школа, библиотека, дом культуры. Работает фельдшер-акушер.

## Население
| 1816 | 1834 | 1850 | 1870 | 1896 | 1906 | 1920 | 1939 | 1989 |
| 163  | 251  | 324  | 726  | 883  | 1005 | 1148 | 291  | 374  |

| 2002 | 2009 | 2010 |
| ---- | ---- | ---- |
| 289  | ↘286 | ↘275 |

## Географическое положение
Расстояние до:
- районного центра (Бижбуляк): 28 км,
- центра сельсовета (Михайловка): 7 км.